# おともだち (漫画)
『おともだち』は、高野文子の漫画作品集。1983年に綺譚社より刊行された。高野の2冊目の単行本。ISBN 4480872353。 
1981年から1983年までに発表された5編の作品を収めており、日本を舞台にした3編を「第1章 日本のおともだち」として、アメリカを舞台にした2編を「第2章 アメリカのおともだち」として構成している。
装丁は南伸坊による。箱入りの上製本で、絵本のようなデザインが刊行当時話題となった。1993年から発行を筑摩書房が受け継いでおり、その際デザインはそのままに、地の色のみオレンジから薄いグリーンに変更されている。

## 第1章 日本のおともだち

### 盛子さまのおひなまつり
- 『JUNE』2月号（サン出版、1982年）初出、2ページ

2ページのオールカラー作品。旧肥後藩主・霧島家の息女である「盛子（もりこ）さま」の桃の節句の様子をコミカルに描く。「盛子さま」がひなあられを召し上がっていると、うっかりあられをひとつこぼしてしまい、それを侍女の一人が踏んづけてしまう。怒り狂った盛子さまはひな壇によじ登ってあられを四方八方に投げつける。怒り頂点に達した盛り子さまがひな壇をひっくり返すころに乳母が登場。乳母は侍女たちを着物のしごきでひとりひとりぶったあと、失神したふりをしている盛子さまを抱えて退出する。

### 上海の街角で
- 『流行通信』6月号（流行通信社、1982年）初出、2ページ

同じく2ページのオールカラー作品。戦中の上海で恋人に別れ話を持ち出す日本人の水兵を描いたもの。1938年の流行歌『上海の街角で』（山田栄一作・編、佐藤惣之助作詞）の歌詞をそのまま漫画化したもので、東海林太郎による歌の合間に佐野周二が読むセリフがそのまま水兵のセリフに使われている。

### 春ノ波止場デウマレタ鳥ハ
- 『プチフラワー』3月号（小学館、1983年）初出、113ページ

大正初期、港町の女学校を舞台に、演劇の練習を通じて心を通わせる二人の少女を描いた作品。全編旧仮名遣いが用いられている。これまでの高野の作品では最も長く、大きなコマを使いゆったりとした時間構成がなされている。いしかわじゅんは、高野がこの作品からアップを使い始めたことを指摘している。

#### あらすじ
主人公・露子は町の開港記念祭の出し物で『青い鳥』の犬役を演じることになる。主役の次に重要な役だとして露子は母親の前で喜んでみせるが、本当はチルチル役を演じたかったのだった。そのチルチル役を演じるのはどこか影のある少女・笛子で、露子はチルチルの衣装を着た笛子の凛々しさを見て、わけのわからぬまま泣き出してしまう。笛子に嫌われてしまったのではないか、と心配する露子だったが、親の会話から、ホテルを経営していた笛子の両親が病気で入院していることを知る。同級生が「笛子から病気がうつるのではないか」というような会話をしているのを聞いた露子は、意を決して笛子に話しかけ、本番前に二人きりで練習をはじめる。『青い鳥』本番は大成功を収め、露子は同級生と喜び合う。その夜、露子は、それまでずっと暗いままだった笛子の家のホテルに明かりが灯っているのを見る。次の日から笛子は学校にやってこなくなり、やがてホテルには別の看板がかけられてしまう。

#### 登場人物
太田 露子（おおた つゆこ）
主人公。少女歌劇で『青い鳥』を見てから、チルチル役を演じていた栗島すみ子に憧れを抱き、自分もチルチルを演じたいと思っていた。
吉本 笛子（よしもと ふえこ）
チルチル役を演じる無口な少女。両親はホテル「吉本屋」を経営している。長い間病気で学校を休んでいた。
植松 兼子（うえまつ かねこ）
ミチル役の少女。病気のことで笛子の陰口を言っていたところを露子にたしなめられるが、本番前には改心して笛子の衣装付けを手伝った。

## 第2章 アメリカのおともだち

### ボビー&ハーシー
- 『週刊セブンティーン』2月16日号（集英社、1981年）初出、31ページ

1960年代のアメリカ文化を背景にした、少年少女のポップなラブストーリー。

#### あらすじ
郊外に住む少女・ハーシーは、母親のケチのせいで自転車を買ってもらえない。友達の自転車を横目に悲嘆にくれていたハーシーは、「つり具搭載自転車」なる奇妙な自転車に乗った男の子・ボビーと出会う。ハーシーはマイペースなボビーと仲良くなるにつれ、彼が奇妙な自転車に乗っているのはレコードを買うためのアルバイトだったことを知る。ある日ボビーがハーシーを元気づけるため、自転車の後部にハーシーを乗せて学校に連れて行くと、その二人の姿が女子の間で大盛況、「つり具搭載自転車」に注文が殺到する。ボビーはアルバイト代をたっぷり手に入れ、学校のみんなといっしょに校庭でダンスパーティを開く。パーティのさなか、ボビーはみんなの目を盗んでハーシーにキスする。二人は大学卒業と同時に結婚し、大団円となる。

#### 登場人物
ハーシー・ビーハイド
郊外に住む女の子。自転車を買ってもらえず母親とけんかしている。
ボビー・ニールスン
「つり具搭載自転車」に乗っている男の子。周りから変人だと思われているが、じつはレコードを買うために、おじさんが経営する自転車屋のアルバイトをしていた。
ビル・ロバートソン
物語の語り手。ボビーの叔父で、自転車屋の経営者。ハーシーの家に自転車屋を売り込みに来て、彼女の母親に断られてしまう。改造マニアで、自信作の「つり具搭載自転車」を宣伝のためにボビーに使わせ、報酬としてボビーに毎週1ドルあげていた。

### デイビスの計画
- 『週刊セブンティーン』5月10日・17日合併号（1983年）初出、28ページ

14歳の少女・パピが活躍するスパイ・アクション風の作品。

#### あらすじ
主人公・パピは姉の婚約者デイビスとともに、1年前に誘拐された姉・ジェンの帰還をまっていた。1年前、身代金5万ドルを犯人届けたにもかかわらず、ジェンは一向に家に戻らず、代わりにジェンからの直筆の手紙だけが届いていた。手紙をもとにこっそり姉に会おうとするパピだったが、デイビスに行く手を阻まれてしまう。怖がるパピの元にジェンが登場、実はデイビスこそ誘拐事件の真犯人だったことを告げる。さらに共謀者のジョー、騒ぎをききつけたパピの父親も現れ大混戦となる。そのさなかデイビスの過去と真意が明らかになり、デイビスとジェンは互いの愛を確認するが、事件が収まるとデイビスはジェンのもとを去っていく。小さくなっていくデイビスの背中に『夜霧よ今夜もありがとう』（1967年に石原裕次郎が歌いヒットした歌）の歌詞がかぶせられる。

#### 登場人物
パピ
14歳の少女。デイビスとともに姉の帰還を待つ。誘拐犯を相手に大立ち回りを演じる。
デイビス
ジェンの婚約者。ジェンが誘拐されたときに身代金5万ドルを犯人のもとに運ぶが、実は犯人とグルだった。父は工場主で、パピの父親の無謀な工場進出のあおりを食らって倒産、そのためパピの父親の失脚を狙って誘拐を企てていた。
ジェン
パピの姉。18歳。誘拐されたときデイビスが犯人とグルだったことを知り、解放された後も家にもどらず身を潜めていた。
ジョー
誘拐犯。ふたたびジェンたちの前に現れ関係者全員を亡き者にしようとする。
パパ
パピの父親。電化製品を作る会社の社長。無謀な工場進出でデイビスの恨みを買う。